# Voranava
Voranava (in bielorusso Воранава?; in russo Вороново?, Voronovo; in polacco Woronów o Werenowo; in lituano Varanavas) è un comune della Bielorussia, situato nella regione di Hrodna.